# 土田耕平
土田 耕平（つちだ こうへい、1895年（明治28年）6月10日 - 1940年（昭和15年）8月12日）は、現在の長野県諏訪市出身の歌人、童話作家。

## 略歴
長野県諏訪郡上諏訪町（現・諏訪市）に生まれる。18歳で両親を失う。1911年旧制諏訪中学（長野県諏訪清陵高等学校）を中退、同郡玉川村立玉川小学校の代用教員となる。ここで島木赤彦に師事し『アララギ』に投稿、編集に携わる。1913年に上京し、1915年旧制東京中学校（現・東京高等学校）卒。1921年まで伊豆大島で病気療養、のち上諏訪へ帰り、長野県内各地を頻繁に転居。1924年信濃毎日新聞の歌壇撰者となる。
後半生の大半を不眠症の療養、短歌、童話の創作に費やした。1940年下伊那郡鼎町で心臓病で死去。戒名は智誉耕法幽玄居士。

## 著書
- 『青杉 歌集』古今書院 アララギ叢書 1922
- 『鹿の眼 童話集』古今書院 1924
- 『蓮の実 童話集』平福百穂絵 古今書院 1926
- 『原っぱ 童話集』古今書院 1928
- 『夕焼 童話集』古今書院 1932
- 『土田耕平童話鈔』上伊那郡教育会 1934
- 『裾野 童話集』古今書院 1936
- 『一塊 歌集』古今書院 アララギ叢書 1941
- 『土田耕平遺稿』全3巻 古今書院 1942-1943
- 『土田耕平童話集』信濃毎日新聞社 1949
- 『童話集』全5巻 古今書院 1955
- 『青杉 歌集』謙光社 1974 のち短歌新聞社文庫
- 『土田耕平著作集』全4巻 謙光社 1985-1987

## 参考
- 田島清 編『信州人物誌』1969
- 『日本近代文学大辞典』講談社、1984